# Huệ Dương
Huệ Dương (chữ Hán giản thể: 惠阳区, âm Hán Việt: Huệ Dương khu) là một quận thuộc địa cấp thị Huệ Châu, là một huyện thuộc địa cấp thị Huệ Châu, tỉnh Quảng Đông, Cộng hòa Nhân dân Trung Hoa. Quận Huệ Dương nằm ở đông nam Quảng Đông, phía nam giáp vịnh Đại Á. Quận Huệ Dương có diện tích 1262 km², dân số năm 2002 là 510.000 người. Đến thời điểm ngày 4/5/2005, quận này được chia thành các đơn vị hành chính gồm 4 nhai đạo, 6 trấn.
- Nhai đạo biện sự xứ: Đạm Thủy, Hà Dũng, Xuân Trường.
- Trấn: Vĩnh Hồ, Lương Tỉnh, Bình Đàm, Sa Điền, Tân Vu, Trấn Long.